# Rodarseniuro
Il rodarseniuro è un minerale.

## Etimologia
Il nome si riferisce alla composizione chimica prevalente: rhod e arsen.